# نیوفین (حوزه سرشماری)، نیویورک
نیوفین (به انگلیسی: Newfane) یک منطقهٔ مسکونی در ایالات متحده آمریکا است که در شهرستان نیاگارا، نیویورک واقع شده‌است. نیوفین ۱۲٫۱ کیلومتر مربع مساحت و ۳٬۸۲۲ نفر جمعیت دارد و ۱۰۵ متر بالاتر از سطح دریا واقع شده‌است.